# Райнболд фон Изенбург
Райнболд фон Изенбург (на немски: Reinbold von Isenburg) е през 12/13 век граф на Изенбург.

## Биография
Райнболд се жени и има дъщеря, омъжена за граф Хайнрих I фон Золмс († 1260), син на граф Хайнрих фон Золмс († 1213).
Райнболд е дядо на Хайнрих II фон Золмс и Марквард II фон Золмс.